# Hlupleanî, Ovruci
Hlupleanî (în ucraineană Хлупляни) este localitatea de reședință a comunei Hlupleanî din raionul Ovruci, regiunea Jîtomîr, Ucraina.

## Demografie
Componența lingvistică a localității Hlupleanî
     Ucraineană (97,83%)
     Rusă (2,17%)
Conform recensământului din 2001, majoritatea populației localității Hlupleanî era vorbitoare de ucraineană (97,83%), existând în minoritate și vorbitori de rusă (2,17%).